# Statue de Jean-François Millet
La statue de Jean-François Millet est un buste, situé à Cherbourg-Octeville, département de la Manche, en France. Elle représente Jean-François Millet. Elle est l'œuvre des sculpteurs français Henri Chapu et Jean-Ernest Bouteiller,,.

## Localisation
La statue est située  à Cherbourg-Octeville, 4 bis rue Lebrun.

## Historique
La souscription est ouverte en 1886.
Le monument et le socle font l'objet d'une inscription au titre des monuments historiques depuis le 18 août 2006.

## Description
Le monument est un buste en marbre et le groupe statuaire qui l'accompagne est en bronze. Le piédestal est en granit.